# Cesaperua
Cesaperua is een monotypisch geslacht van vliegen (Brachycera) uit de familie van de sluipvliegen (Tachinidae).
Dit geslacht kreeg in 1934 van Charles Henry Tyler Townsend de wetenschappelijke naam Xenophasia. Later werd ontdekt dat die naam al in 1841 door Hugh Edwin Strickland was vergeven aan een geslacht van vogels.
In 2010 gaven Ahmet Ömer Koçak en Muhabbet Kemal het geslacht daarom een nieuwe naam: Cesaperua. De naam is een combinatie van Peru, het land waar het geslacht zou zijn ontdekt, en de naam van het instituut CESA (Centre for Entomological Studies Ankara). Townsend beschreef echter een in Pará (Brazilië) aangetroffen soort. Ook andere CESA-hernoemingen zijn onzorgvuldig.

## Soorten
- Cesaperua xanthomelanoides (Townsend, 1934)